# Верска служба у српској војсци у Северној Африци
Верска служба у српској војсци у Северној Африци била је једаан од облика очувања православне вере и одржавања морала код војника и старешина у изгнанству, у српским и савезничким (британским и француским) војним болницама, где су обилазили рањенике, читали молитве, помагали око писања писама и тешили их у тешким тренуцима.  Вера која се у Првом светском рату на почетку испољавала кроз прослављања или макар обележавање, Крсне славе, Божића и Васкрс, наставила се касније у адаптираним баракама у цркву и кроз испољавање других верских садржаја, верника и свештенства. Тако је традиција очувања вере током Првог српског рата започета у српској војсци  у рововима на последњој линији одбране Косова, у одступници преко Албаније и дуж албанског приморја, при превожењу на савезничким лађама, очувана и настављена и по доласку на тло Северне Африке.
Као мелем на љуту рану задобијену у рату пристизале су српским војницима - рањеницима и болесницима, празничне честитке Престолонаследника, болничких свештеника, болничког особља и ратних другова и старешина.

## Предуслови и дужности
Војни свештеници који су по распореду учествовали у балканским ратовима остали су у истим јединицама и када је почео Први светски рат.
Након  реорганизације  српске војске на Крфу дошло је до потребе за новим распоредом свештеника.  На основу  Уредбе  о  распореду  војних  свештеника од  27.  марта 1916,  у  јединицама  су  распоређена 62 војна  свештеника.
У  наредном периоду Великог рата свештеници су по потреби службе распоређивани и у друге јединице. па су тако по  размештању Српске војске у логорима и болницама у Северној Африци, размештени и свештеници. Они су дужност војних свештеника у болницама у Северној Африци обављали у складу са чланом 10. Правила за војне болнице, са изменама и допунама, које  је  штампано  у Бизерти 1918.  године  и  којим  је замењено Правило за војне болнице од 27. јула 1884. године.
Дужност на којој су војни свештеници били највише ангажовани била је рад у српским и савезничким војним болницама. У болницама они су обилазили  рањенике,  помагали око  писања  писама и тешили их у  тешким тренуцима, пичешћивали болесне и рањене, над умрлима вршили опело, а по потреби вршили водоосвећење у болници. Војни свештеници у болницама у Северној Африци имали су право да врш  контролу с циљем да у болницама све буде уређено према верским правилима.

## Успостављање верске службе у Северној Африци
За три и по године боравка у северној Африци  изнемогли, болесни и рањени српски војници прихватани су, лечени и рехабилитовни у 36 места северне Африке. Осим болница, објекти њиховг санитетског збрињавања били су санаторијуми у топлим приморским градовима, бање, планинска лечилишта. Након успешног болничког третмана и комплетног санитетског збрињавања сви су били упућивани у састав Рековалесцентног одељења у Лазуазу а одатле, према степену оздрављења, на фронт.
Срби, православне вере, су и у рату увек светковали све велике верске празнике, посебно обележавајући Бадње вече, Божић, Васкрс, Видовдан и своју Kрсну славу. Своју веру и обичаје српски војник није заборавио ни у далекој Северној Африци.
Покретање верска службе поред осталог требало је да одиграли важну улогу у разбијању извесних предрасудама о Африци и њеним становницима. Наиме за српског војника цела Африка представљала је, географски и етнолошки, једну целину – земљу пуну дивљих зверова, људождера и врућине, од које човек постане црн као гавран. Једним делом захваљујући и свештенству те предрасуде су брзо разбине.
Након размештања Српска војска у логорима и болницама у Северној Африци, команде једница српске војске приступиле су организовању верског живот. У команди Српских резервних трупа и подофицирских школа у Касарни „Ламберт“, у болницама у Феривилу, Тунису и Алжиру, основани су први мала верска стецишта. 
Оснивање прве цркве
У логору Лазуаз српски војници су једну бараку сличнu онима за становање, преуредили и опремили као прву цркву. У њој су се обављале молитве, литургије, верска служба и обреди за војнике и старешине логора. Старешина ове цркве у Лазуазу био је болнички свештеник Михајло Петровић.

## Свештенство
У рату, који је водила Србија, као и у изганству (Севарна Африка) војни свештеници налазили су се у болницима и превијалиштима, уз рањене и оне на самрти. Међу овим болничким свештеницима у Северној Африци били су најактивнији: 
- Јосиф Цвијовић у Болници „Сион“,
- Милан Д. Цветковић у Болници „Аин Берда“,
- Михајло Петровић (који је био и старешина цркве у Лазуазу) у Сиди Абдали.и пошкропили водицом
- Љубомир Радовановић и Милан Смиљанић, а нешто касније и јеромонах Герман Милошевић у Бизерти.

### Верски обреди у јединицама
Свештеници су обављали црквене свечаности и обреде у јединицама у логору и касарнама. Држали су опела у болничким собама, капелама и над гробовима умрлих. Парастосе на гробљима и „пригодне родољубиве беседе у болницама којима су крепили душу болесницима”.
Први парастос умрлим српским војницима одржан је у логору Лазуаз као саставни део припрема за одлазак првог ешелона војника на фронт. Живи су се молили за душу „оних који су били те среће да свој живот принесу на жртву Отаџбини”.
Нема темеља ма ког објекта који су саградили српски војници на тлу Африке а да није био освештан - темељи цркве и сваке бараке, капеле на Српском војничком гробљу у Бизерти, позоришта у Лазуазу итд.

### Верски празници
Први православни Божић у Тунису српски војници су прославили 1916. године. Ова и касније сличне прославе биле су обележене предусретљивошћу француских власти али и личним залагањем болничарки и чланова и чланица различитих добротворних друштава, супруга или кћерке француских чиновника у Тунису, које су настојале да ови празници протекну што свечаније.
| „ | Тако су добротворке из Фаравила за прославу Божића 1916. обезбедиле српским рањеницима поклоне па су чак прибавиле дрво за Бадњак. За Божић 1917. истакли су се доктор Салијеж, управник болнице у Сиди-Фаталаху и жене из Удружења француских госпођа. Морис Вилсон се посебно старао да се српским војницима омогући да прослављају своје празнике, а због свог хуманитарног рата одликован је Орденом Светог Саве четвртог степена. | ” |

Прослављани су, ипак знатно скромније, и други српски верски празници. Војници и официри прослављали су своје крсне славе, а Француски и Српски војници су се међусобно посећивали приликом верских празника што је допринело позитивном развијању односа међу војницима две државе савезнице.

### Улога свештеника пре поласка српских војника на Солунски фронт
Свештеници су сваког српског војника који се укрцао у лађу у правцу Солун ског фронта пошкропили светом водицом и освештали све војне заставе које су јединице том приликом примале.